# Акдениз, Хакки
Хакки Акдениз (англ. Hakki Akdeniz, род. 5 февраля 1980, Сильван, Диярбакыр) — уроженец Турции, американский ресторатор и филантроп, владелец сети пиццерий «Champion Pizza», миллионер.

## Биография
Курд. Семья Акдениза эмигрировала в Канаду в 1997 году. Через четыре года Хакки переехал в Нью-Йорк, имея при себе 240 долларов. Он не смог найти работу, а вскоре деньги закончились и Хакки стал бездомным — приятель, который обещал его встретить, исчез. Некоторое время он подрабатывал боксёром, ночевал в приюте для бездомных, мыл посуду в пиццерии, копил деньги и мечтал открыть своё заведение. Но однажды с трудом накопленные деньги пропали — их украл его партнёр.
В 2009 году ему удалось открыть на Манхэттене пиццерию «Hakki Pizza», которую Хакки позже переименовал в «Champion Pizza». Первое время клиентов было мало, и ему для экономии денег приходилось ночевать на работе.
В 2010 году Хакки принял участие в конкурсе «Пицца Нью-Йорка», где произвёл впечатление на зрителей, вращая над головой горящую пиццу. Популярность его заведения резко возросла, и он смог открыть ещё восемь пиццерий.
Разбогатев, Хакки стал помогать бедным. Каждую неделю он бесплатно раздаёт пиццу бездомным. После урагана «Мария» он дарил пиццу людям, приносившим ему предметы первой необходимости в качестве гуманитарной помощи для пострадавших от катастрофы.
Его история стала известной после того, как он был награждён премией «Beacon Awards» как один из самых успешных иммигрантов. Всего им получено 12 различных наград, среди которых награды губернатора Нью-Йорка Эндрю Куомо, мэра Нью-Йорка Билла Де Блазио, сенатора Нью-Йорка и лидера сенатского меньшинства демократа Чака Шумера.
Хакки живёт в двухкомнатной квартире в Нью-Йорке. Когда президент США Дональд Трамп принял решение закрыть границы для мусульман, Акдениз принял на работу сто иммигрантов. В меню его заведений есть «Пицца Трампа» с трюфелями и чёрной икрой, украшенная золотом, по цене пять тысяч долларов. Вырученные от её продажи деньги Хакки направляет на благотворительность. Ему удалось продать шесть таких пицц.
«Голос Америки» снял о нём документальный фильм «Как бездомный стал миллионером». Некоторые ролики с его участием набрали более миллиона просмотров. По состоянию на декабрь 2019 года канал Акдениза на YouTube имел более 25 тысяч подписчиков, страничка в Фейсбуке — почти 375 тысяч, а в Инстаграме — 3,6 млн.